# لولا بالدوین
آرورا "لولا" گرین بالدوین انگلیسی: Lola Baldwin (۱۸۶۰ – ۲۲ ژوئن ۱۹۵۷) یک زن آمریکایی بود که به یکی از اولین زنان پلیس در ایالات متحده تبدیل شد. در سال ۱۹۰۸، او توسط شهر پورتلند به عنوان سرپرست معاونت زنان در اداره پلیس برای حمایت از دختران (که بعداً به بخش حمایت از زنان تغییر نام داد) منصوب شد و درجه کارآگاهی دریافت کرد.
بالدوین در راچستر، نیویورک بزرگ شد و در مدارس دولتی اطراف تدریس کرد. سپس به لینکلن، نبراسکا نقل مکان کرد، جایی که تدریس می‌کرد و سپس ازدواج نمود. او، همسرش و دو پسرشان در چندین شهر ایالات متحده زندگی کردند و بالدوین به‌طور داوطلبانه در حوزه کمک‌های اجتماعی به مادران مجرد و زنان جوانی که در شرایط دشوار بودند، فعالیت داشت. در سال ۱۹۰۴، زمانی که بالدوین ۴۴ ساله بود، خانواده‌اش به پورتلند نقل مکان کردند، جایی که همسرش به فعالیت خود در زمینه کالای خشک ادامه داد.
گروه‌های زنان مانند انجمن کمک به مسافران که نگران بودند نمایشگاه صدمین سالگرد لوییس و کلارک که در سال ۱۹۰۵ در پورتلند برگزار می‌شد، زنان مجرد شاغل در نمایشگاه را در معرض خطر قرار دهد، بالدوین را استخدام کردند تا نظارت بر پروژه‌ای برای حمایت از دختران و زنان را بر عهده بگیرد. موفقیت او در این نمایشگاه منجر به ادامه فعالیتش در این زمینه و در نهایت استخدام او به عنوان افسر پلیس در سال ۱۹۰۸ شد. در دوران فعالیتش در پلیس، بالدوین بر پیشگیری از جرم تأکید داشت و اصلاح را بر مجازات ترجیح می‌داد. او از قوانین حمایت از زنان دفاع می‌کرد، به حوزه‌های قضایی دیگر دربارهٔ مسائل اجرایی قانون مرتبط با زنان مشاوره می‌داد و با ارائه الگو نشان داد که زنان می‌توانند افسران پلیس مؤثری باشند. پس از بازنشستگی از پلیس در سال ۱۹۲۲، او برای انجمن بهداشت اجتماعی اورگن سخنرانی می‌کرد و در هیئت‌مدیره مدرسه هیلکرست اورگن، هیئت عفو اورگن، و کمیته ملی زندان‌ها و کار زندان عضویت داشت. بالدوین که گاهی به او «مادر شهرداری» نیز گفته می‌شد، در ۲۲ ژوئن ۱۹۵۷ در پورتلند در ۹۷ سالگی درگذشت.

## اوایل زندگی
آرورا «لولا» گرین در سال ۱۸۶۰ در المایرا، نیویورک به دنیا آمد و بیشتر دوران کودکی خود را در راچستر گذراند، جایی که خانواده‌اش در سال‌های اولیه زندگی‌اش به آنجا نقل مکان کردند. والدینش که از تبار پروتستان‌های ایرلندی بودند، او را در مدرسه دخترانه مدرسه اسقفی کریست چرچ در این شهر ثبت نام کردند و پس از آن، او در دبیرستان راچستر تحصیل کرد. پس از درگذشت پدرش در سال ۱۸۷۷، او مجبور شد مدرسه را ترک کند و به دنبال کار بگردد، اما به‌طور مستقل تحصیلات دبیرستانی خود را ادامه داد. او در آزمون صلاحیت تدریس ایالت نیویورک پذیرفته شد و تا سال ۱۸۸۰ در نزدیکی راچستر تدریس کرد، سپس به تنهایی به لینکلن، نبراسکا، که در آن زمان به دنبال معلمان بود، نقل مکان کرد. پس از قبولی در آزمون صلاحیت معلمان نبراسکا، او سه سال در دبیرستان مقدماتی لینکلن تدریس کرد.
تا سال ۱۸۸۴، او با لگراند ام. بالدوین، تاجری در حوزه کالای خشک که اصالتاً اهل ورمانت بود، آشنا شد و ازدواج کرد. همان‌طور که در آن زمان از زنان معلم مجرد انتظار می‌رفت، پس از ازدواج از شغل خود در دبیرستان استعفا داد. در سال‌های باقی‌مانده‌اش در لینکلن، او در زمینه‌های دفتری کار پیدا کرد و به‌طور داوطلبانه در زمینه حمایت اجتماعی از دختران «منحرف» فعالیت داشت. او همچنین صاحب دو پسر به نام‌های میرون و پیر شد.
پس از ترک لینکلن در سال ۱۸۹۳، خانواده بالدوین در طول ۱۰ سال بعد در شهرهای مختلفی از جمله بوستون، یانکرز، نورفک، ویرجینیا و پراویدنس، رود آیلند زندگی کردند، زیرا لگراند حرفه خود را در حوزه کالای خشک دنبال می‌کرد. او سرانجام به شرکت ای.پی. چارلتون پیوست که یک زنجیره بیش از ۵۰ فروشگاه در سراسر ایالات متحده داشت. در هر شهری که خانواده به آن نقل مکان می‌کردند، بالدوین به فعالیت‌های داوطلبانه خود ادامه می‌داد، از جمله عضویت در هیئت‌مدیره دو مرکز فلورانس کریتنتون. این مراکز بخشی از یک شبکه ملی خانه‌های نجات برای «دختران گمشده و بدسرپرست» بودند، که در آن زمان شامل زنان نجات‌یافته از فحشا و مادران مجرد می‌شدند. در سال ۱۹۰۴، شرکت چارلتون، لگراند را برای افتتاح نخستین فروشگاه خود در شمال غربی اقیانوس آرام به پورتلند فرستاد. بالدوین در دفتر این فروشگاه کار می‌کرد و به هیئت‌مدیره مرکز فلورانس کریتنتون پورتلند پیوست.